# Нвоколо, Чарльз
Чарльз Нвоколо (англ. Charles Nwokolo; род. 21 сентября 1960, Лагос) — нигерийский боксёр, представитель полусредних весовых категорий. Выступал за сборную Нигерии по боксу в первой половине 1980-х годов, бронзовый призёр Игр Содружества, серебряный призёр чемпионата Содружества, участник летних Олимпийских игр в Лос-Анджелесе. В период 1984—1996 годов боксировал также на профессиональном уровне.

## Биография
Чарльз Нвоколо родился 21 сентября 1960 года в Лагосе, Нигерия. Заниматься боксом начал в возрасте 13 лет.

### Любительская карьера
Впервые заявил о себе в боксе на международной арене в сезоне 1981 года, когда вошёл в основной состав нигерийской национальной сборной и выступил на международном турнире TSC в Берлине, где в зачёте первой полусредней весовой категории дошёл до стадии четвертьфиналов.
В 1982 году побывал на Играх Содружества в Брисбене, откуда привёз награду бронзового достоинства, выигранную в полусреднем весе — в полуфинале был остановлен англичанином Крисом Пайеттом. Боксировал на чемпионате мира в Мюнхене, но здесь попасть в число призёров не смог, остановился уже на предварительном этапе.
На чемпионате Содружества 1983 года в Белфасте стал серебряным призёром в полулёгком весе.
В 1984 году выступил на Кубке Короля в Бангкоке и благодаря череде удачных выступлений удостоился права защищать честь страны на летних Олимпийских играх в Лос-Анджелесе. В категории до 63,5 кг благополучно прошёл первых двоих соперников по турнирной сетке, тогда как в третьем бою на стадии 1/8 финала со счётом 2:3 потерпел поражение от пуэрториканца Хорхе Майсонета и выбыл из борьбы за медали.

### Профессиональная карьера
Вскоре по окончании лос-анджелесской Олимпиады Нвоколо покинул расположение боксёрской команды Нигерии и в декабре 1984 года успешно дебютировал на профессиональном уровне. Первое время выступал на домашних нигерийских рингах, шёл без поражений, завоевал и защитил титул чемпиона Нигерии в полусредней весовой категории, стал обладателем титула Африканского боксёрского союза. Выходил на ринг под прозвищем Young Dick Tiger (Молодой Дик Тайгер).
Начиная с 1986 года регулярно выступал в США, претендовал на некоторые региональные титулы, но здесь уже не имел такого успеха, периодически проигрывал.
Оставался действующим боксёром вплоть до 1996 года. В общей сложности провёл на профи-ринге 49 боёв, из них 31 выиграл (в том числе 20 досрочно), 17 проиграл, тогда как в одном случае была зафиксирована ничья.
Впоследствии открыл собственный боксёрский зал и занялся тренерской деятельностью.